# NAACP Image Awards
Les NAACP Image Awards sont des récompenses de cinéma, télévision, musique et littérature américaines, remises par la National Association for the Advancement of Colored People, qui honorent chaque année depuis 1967 les meilleurs films, musiques, livres et émissions télévisées de la communauté afro-américaine.

## Catégories de récompenses

### Cinéma
- Meilleur film (en) (Outstanding Motion Picture) (depuis 1972)
- Meilleur film international (en) (Outstanding International Motion Picture) (2013-2014)
- Meilleur film indépendant (en) (Outstanding Independent Motion Picture) (depuis 2005)
- Meilleur réalisateur dans un film (en) (Outstanding Directing in a Motion Picture) (depuis 2006)
- Meilleur scénariste dans un film (en) (Outstanding Writing in a Motion Picture) (depuis 2008)
- Meilleure actrice dans un film (en) (Outstanding Actress in a Motion Picture) (depuis 1969)
- Meilleur acteur dans un film (en) (Outstanding Actor in a Motion Picture) (depuis 1969)
- Meilleur second rôle féminin dans un film (en) (Outstanding Supporting Actress in a Motion Picture) (depuis 1970)
- Meilleur second rôle masculin dans un film (en) (Outstanding Supporting Actor in a Motion Picture) (depuis 1970)
- Meilleure révélation dans un film (Outstanding Breakthrough Performance in a Motion Picture) (depuis 2018)
- Meilleure distribution dans un film (Outstanding Ensemble Cast in a Motion Picture) (depuis 2018)

### Télévision
- Meilleur invité dans une série comique ou dramatique (Outstanding Guest Performance in a Comedy or Drama Series)

#### Dramatique
- Meilleure série dramatique (en) (Outstanding Drama Series)
- Meilleure actrice dans une série dramatique (en) (Outstanding Actress in a Drama Series)
- Meilleur acteur dans une série dramatique (en) (Outstanding Actor in a Drama Series)
- Meilleur second rôle féminin dans une série dramatique (Outstanding Supporting Actress in a Drama Series)
- Meilleur second rôle masculin dans une série dramatique (Outstanding Supporting Actor in a Drama Series)
- Meilleur réalisateur dans une série dramatique (Outstanding Director in a Drama Series)
- Meilleur scénariste dans une série dramatique (Outstanding Writer in a Drama Series)

#### Comique
- Meilleure série comique (en) (Outstanding Comedy Series)
- Meilleure actrice dans une série comique (en) (Outstanding Actress in a Comedy Series)
- Meilleur acteur dans une série comique (en) (Outstanding Actor in a Comedy Series)
- Meilleur second rôle féminin dans une série comique (Outstanding Supporting Actress in a Comedy Series)
- Meilleur second rôle masculin dans une série comique (Outstanding Supporting Actor in a Comedy Series)
- Meilleur réalisateur dans une série comique (Outstanding Director in a Comedy Series)
- Meilleur scénariste dans une série comique (Outstanding Writer in a Comedy Series)

#### Soap-opéra
- Meilleure actrice dans un soap opera (Outstanding Actress in a Daytime Drama Series) (1993-2014)
- Meilleur acteur dans un soap opera (Outstanding Actor in a Daytime Drama Series) (1993-2014)

#### Téléfilm et mini-série
- Meilleur téléfilm ou mini-série (Outstanding Television Movie, Mini-Series or Dramatic Special)
- Meilleure actrice dans un téléfilm ou une mini-série (Outstanding Actress in a Television Movie, Mini-Series or Dramatic Special)
- Meilleur acteur dans un téléfilm ou une mini-série (Outstanding Actor in a Television Movie, Mini-Series or Dramatic Special)
- Meilleure performance d'un jeune dans un téléfilm ou une mini-série (Outstanding Performance by a Youth in a Television Movie, Mini-Series or Dramatic Special)
- Meilleur réalisateur dans un téléfilm ou une mini-série (Outstanding Director in a Motion Picture - Television)
- Meilleur scénariste dans un téléfilm ou une mini-série (Outstanding Writer in a Motion Picture - Television)

#### Programme pour enfants
- Meilleur programme pour enfants (Outstanding Children's Program) (depuis 1982)
- Meilleure performance dans un programme pour enfants (Outstanding Performance in a Youth/Children's Series or Special) (depuis 1995)

#### Émission
- Meilleure émission d'informations (Outstanding News, Talk or Information - Series or Special)
- Meilleure émission de variétés (Outstanding Variety - Series or Special) (depuis 1988)
- Meilleur programme de télé-réalité/compétition (Outstanding Reality Program/Reality Competition Series)
- Meilleur programme d'information (Outstanding News / Information) - (Series or Special)
- Meilleur présentateur d'émission de variétés/d'informations (Outstanding Host in a Talk, Reality, News/ Information or Variety) - (Series or Special)
- Meilleur présentation d'émission de télé-réalité/compétition (Outstanding Host in a Reality/Reality Competition, Game Show or Variety (Series or Special) - Individual or Ensemble)

- Meilleur doublage (Outstanding Character Voice-Over Performance) – (Film or Television) (depuis 2015)
- Meilleur documentaire (Outstanding Documentary) – (Film or Television) (depuis 2017)

### Musique
- Meilleur nouvel artiste (Outstanding New Artist)
- Meilleur nouvelle artiste féminine (Outstanding Female Artist)
- Meilleur nouvel artiste masculin (Outstanding Male Artist)
- Meilleur duo ou groupe (Outstanding Duo or Group)
- Meilleur artiste de jazz (Outstanding Jazz Artist)
- Meilleur artiste de gospel (Outstanding Gospel Artist)
- Meilleur clip vidéo (Outstanding Music Video)
- Meilleure chanson (Outstanding Song)
- Meilleur album (Outstanding Album)

### Littérature
- Meilleure œuvre littéraire de fiction (Outstanding Literary Work, Fiction)
- Meilleure œuvre littéraire, hors fiction (Outstanding Literary Work, Nonfiction)
- Meilleure œuvre littéraire pour une biographie ou autobiographie (Outstanding Literary Work, Biography/Autobiography)
- Meilleure première œuvre littéraire (Outstanding Literary Work, Debut Author)
- Meilleure œuvre littéraire de poésie (Outstanding Literary Work, Poetry)
- Meilleure œuvre littéraire d'enseignement (Outstanding Literary Work, Instructional)
- Meilleure œuvre littéraire pour enfants (Outstanding Literary Work, Children's)
- Meilleure œuvre littéraire pour adolescents (Outstanding Literary Work, Youth/Teens)

### Prix spéciaux
- Prix du jury (en) (Chairman's Award)
- Prix du président (en) (President's Award)
- Prix de la popularité (en) (Hall of Fame Award)
- Artiste de l'année (en) (Entertainer of the Year)
- Key of Life Award (1992 et 2020)